# غاشبر بوتوتشنيك
غاشبر بوتوتشنيك (بالسلوفينية: Gašper Potočnik)‏ مواليد 22 ديسمبر 1980 في ليوبليانا، جمهورية يوغوسلافيا الاشتراكية الاتحادية، هو مدرب كرة سلة سلوفيني ولاعب معتزل. لعب مع نادي أوليمبيا لكرة السلة من سنة 2007 إلى 2010، ثم لعب مع نادي كركا لكرة السلة في موسم 2012–2013، ثم لعب مع نادي أوليمبيا لكرة السلة من سنة 2013 إلى 2015.